# Santuario di Santa Cristina (Verzuolo)
Il santuario di Santa Cristina (o cappella di Santa Cristina) è un edificio religioso situato al confine tra i comuni di Pagno e Verzuolo, entrambi in Provincia di Cuneo.

## Storia

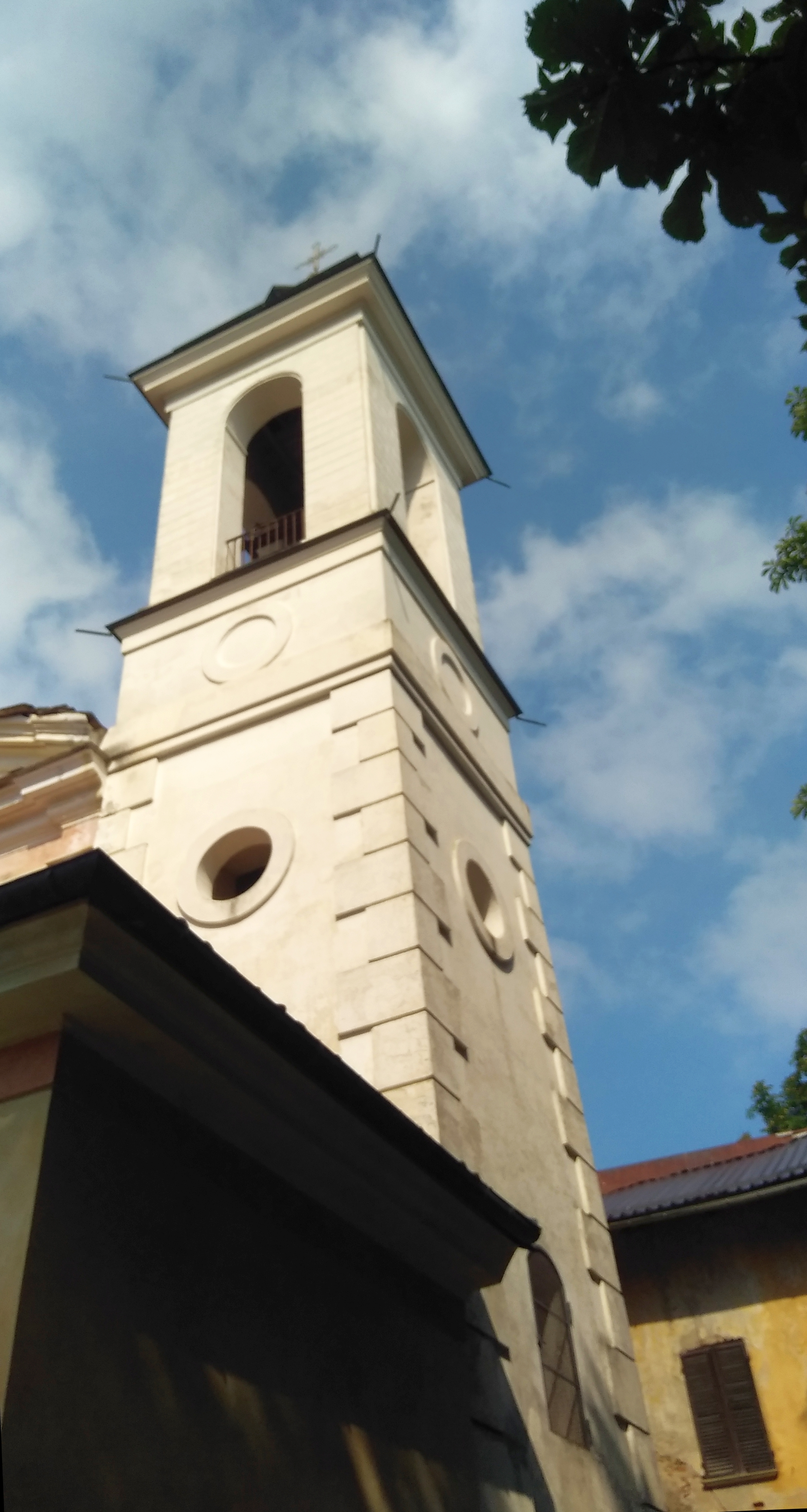
Il campanile

L'esistenza del santuario è attestata a partire dal 1367. Da un importante documento del 2 febbraio 1367, riguardante la stesura del testamento di Galeazzo di Saluzzo, fratello del Marchese di Saluzzo Federico II, redatto nell’antico Castello di Verzuolo, (dove esso dimorava), precedente a quello che ora vediamo, costruito da Federico II nel 1377 e ristrutturato nel 1470, veniamo a conoscenza del più antico documento che certifica la presenza sulla collina di Verzuolo della Chiesa di Santa Cristina . Nel 1536 venne concessa in uso dal marchese Francesco di Saluzzo a Paolo Turchi, un religioso che vi condusse vita eremitica. Successivamente fu utilizzata come residenza estiva dai domenicani saluzzesi. La devozione al santuario era molto sentita e il 24 luglio, in occasione della festa patronale, "moltissime persone ... vi accorrevano da' paesi circonvicini". Questi festeggiamenti vennero però aboliti nel 1787 perché spesso "solevano succedere gravi inconvenienti". In particolare rimane traccia documentale del fatto che a Santa Cristina si tenessero "feste notturne", durante le quali i partecipanti praticavano "balli immodesti, adunanze promiscue e talvolta impudiche". I festeggiamenti e la processione al santuario, sia pure in modo discontinuo, sono successivamente stati parzialmente ripristinati.

## Descrizione

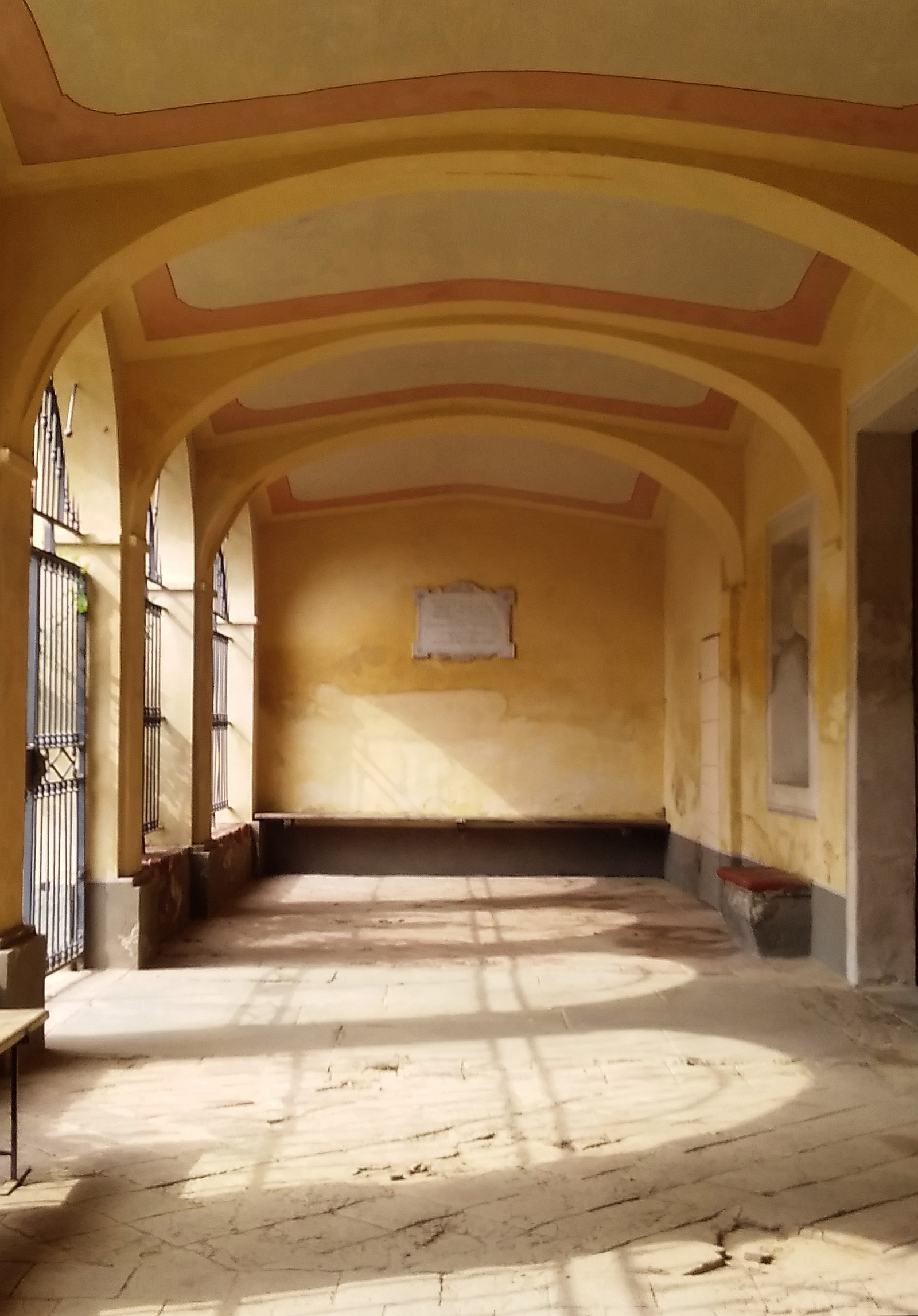
Il portico

L'edificio si trova in un'area collinare a 860 m di altitudine ed è fiancheggiato dal bosco. Si presenta a navata unica; all'interno il portone è sovrastato da una tribuna in legno, dalla quale è possibile raggiungere il campanile. La sacrestia è a destra del presbiterio. La chiesa è fronteggiata da un porticato, edificato successivamente al corpo principale, all'interno del quale si apre il portone ligneo che dà accesso alla navata. A fianco del santuario si trova un edificio di servizio in cattivo stato che un tempo era adibito ad affittacamere.

Il santuario è preceduto da uno spiazzo non asfaltato, dotato di una fonte e di vari tavoli e panche oltre che di una zona per il barbecue.
A breve distanza dalla cappella si trova "una mezzo rovinata torre", sulle pareti della quale a metà Ottocento si poteva ancora scorgere lo stemma dei Tapparelli.